# Ferrovia Pechino-Zhangjiakou
La ferrovia Pechino-Zhangjiakou (京張城際鐵路T, 京张城际铁路S, Jīngzhāng Chéngjì TiělùP, lett. "ferrovia interurbana Jingzhang") è una linea ferroviaria cinese ad alta velocità che collega la capitale Pechino con la città di Zhangjiakou, nella provincia dell'Hebei. La velocità massima è di 350 km/h.

## Storia
Nel gennaio 2009 la China Railways presentò lo studio di fattibilità della ferrovia Pechino-Zhangjiakou alla Commissione nazionale per lo sviluppo e le riforme, e l'avvio dei lavori di costruzione della ferrovia venne fissato per agosto dello stesso anno; tuttavia, in seguito ad una revisione del programma di espansione della rete ferroviaria ad alta velocità da parte del Ministero delle ferrovie, l'approvazione del progetto e l'avvio dei lavori furono poi rinviati al 2014.

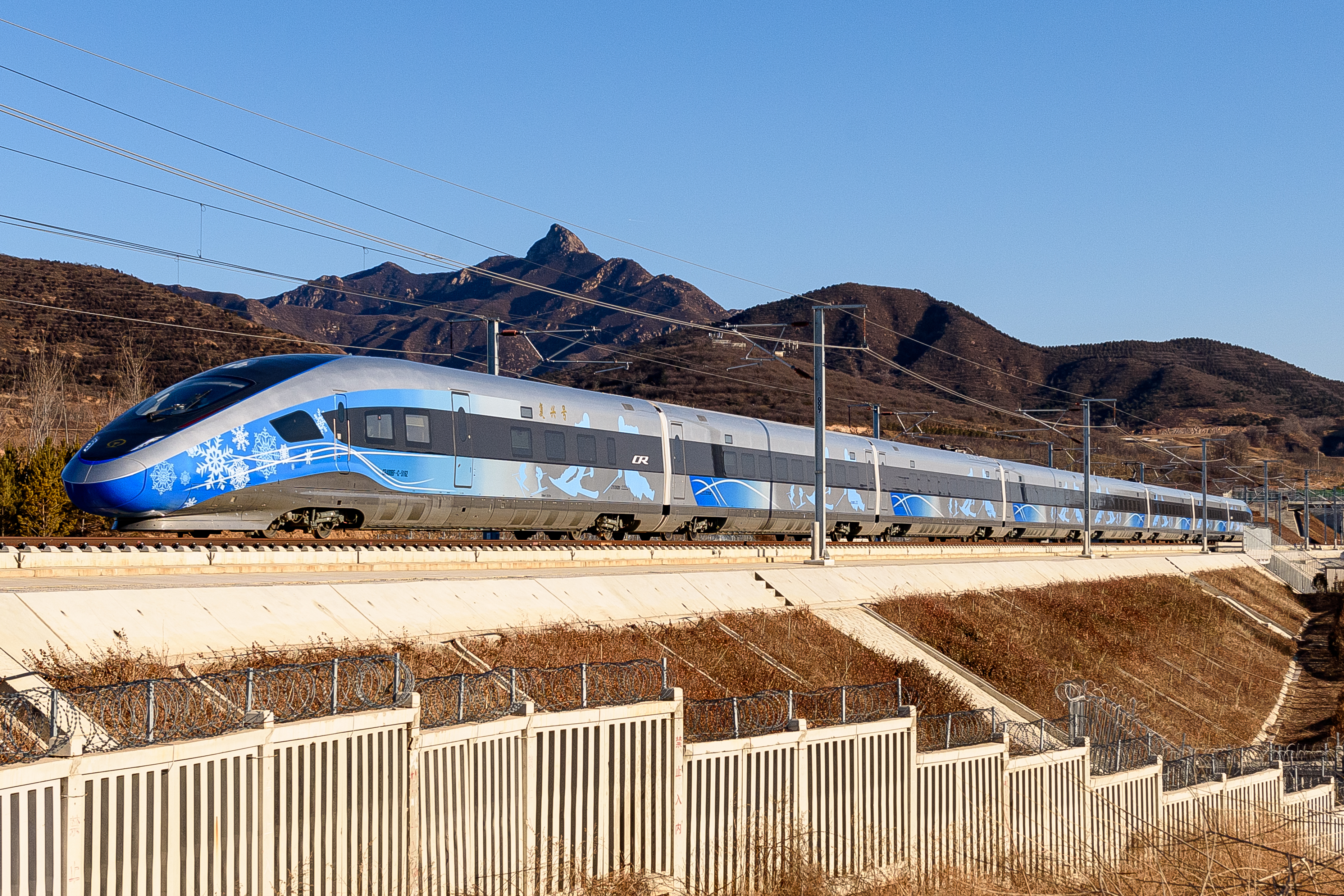
Un treno CR400BF-C sulla linea.

Nel novembre 2014 il progetto per il sottoattraversamento del Badaling è stato approvato dalla Commissione nazionale per lo sviluppo e le riforme, e il mese seguente un progetto preliminare per l'intera linea è stato sottoposto al vaglio della China Railways. Il 3 novembre 2015 la Commissione nazionale per lo sviluppo e le riforme ha approvato ufficialmente il progetto di tutta la linea ferroviaria, permettendo l'avvio dei cantieri nel giugno 2016.
Il 3 novembre 2016 le stazioni di Pechino Nord, Qinghe, Shahe e Changping sulla ferrovia Jingbao sono state chiuse per essere ricostruite come parte della nuova linea. L'11 novembre 2017 sono terminati i lavori di costruzione del ponte sopra il bacino di Guanting, e il 24 novembre è stato completato lo scavo della prima delle nove gallerie previste, la galleria Dongjiazhuang posta dopo la stazione di Xiahuayuan. L'apertura della linea è avvenuta il 30 dicembre 2019.

## Percorso
|  |  | Unknown route-map component "exKBHFa" |

|  | Transverse water | Unknown route-map component "exhKRZWae" | Transverse water |

|  |  | Unknown route-map component "extSTRa" |

|  |  | Unknown route-map component "extSTRe" |

|  |  | Unknown route-map component "exBHF" |

| Continuation backward |  | Unknown route-map component "exSTR" |  |

| Unknown route-map component "eABZgl" | Unknown route-map component "exABZq+l" | Unknown route-map component "exABZgr" |  |

| Straight track | Unknown route-map component "exKDSTe" | Unknown route-map component "exSTR" |  |

| One way leftward | Transverse track | Unknown route-map component "xABZg+r" |  |

|  |  | Unknown route-map component "eBHF" |

|  |  | Unknown route-map component "eBHF" |

|  |  | Unknown route-map component "xABZgl" | Unknown route-map component "STR+r" |

|  |  | Unknown route-map component "exTUNNEL1" | Unknown route-map component "LSTR" |

|  |  | Unknown route-map component "exTUNNEL1" |

|  |  | Unknown route-map component "exhSTRae" |

|  |  | Unknown route-map component "extSTRa" |

|  |  | Unknown route-map component "extSTR" | Unknown route-map component "LSTR" |

|  | Unknown route-map component "KBHFaq" | Unknown route-map component "xtKRZ" | Unknown route-map component "ABZr+r" |

|  |  | Unknown route-map component "extBHF" | Straight track |

|  |  | Unknown route-map component "extSTR" | Unknown route-map component "LSTR" |

|  |  | Unknown route-map component "extSTRe" |

| Head station |  | Unknown route-map component "exSTR" |  |

| Straight track | Unknown route-map component "exSTR+l" | Unknown route-map component "exABZgr" |  |

| One way leftward | Unknown route-map component "eABZqr" | Unknown route-map component "xKRZo" | Unknown route-map component "CONTfq" |

|  |  | Unknown route-map component "exBHF" |

|  |  | Unknown route-map component "extSTRa" |

|  |  | Unknown route-map component "extSTR" | Unknown route-map component "LSTR" |

|  | Unknown route-map component "STR+l" | Unknown route-map component "xtKRZ" | One way rightward |

|  | Straight track | Unknown route-map component "extSTRe" |  |

|  | Station on track | Unknown route-map component "exSTR" |  |

|  | Unknown route-map component "LSTR" | Unknown route-map component "exSTR" |  |

|  | Transverse water | Unknown route-map component "exhKRZWae" | Transverse water |

|  | Unknown route-map component "LSTR" | Unknown route-map component "exSTR" |  |

| Continuation backward | Stop on track | Unknown route-map component "exSTR" |  |

| One way leftward | Unknown route-map component "KRZu" | Unknown route-map component "xKRZo" | Unknown route-map component "STR+r" |

|  | Straight track | Unknown route-map component "exSTR" | Continuation forward |

|  | One way leftward | Unknown route-map component "xKRZo" | Unknown route-map component "STR+r" |

|  |  | Unknown route-map component "exSTR" | Stop on track |

|  |  | Unknown route-map component "exBHF" | Straight track |

|  |  | Unknown route-map component "exSTR" | Station on track |

|  | Unknown route-map component "STR+l" | Unknown route-map component "xKRZo" | Unknown route-map component "ABZgr" |

|  | One way backward | Unknown route-map component "exSTR" | One way forward |

|  | Unknown route-map component "ABZg+l" | Unknown route-map component "xKRZo" | One way rightward |

|  | Unknown route-map component "LSTR" | Unknown route-map component "exSTR" |  |

|  | One way leftward | Unknown route-map component "xKRZo" | Unknown route-map component "STR+r" |

|  |  | Unknown route-map component "exTUNNEL1" | Unknown route-map component "LSTR" |

|  |  | Unknown route-map component "exBHF" |

|  |  | Unknown route-map component "exSTR" |

|  |  | Unknown route-map component "exTUNNEL1" |

|  |  | Unknown route-map component "exTUNNEL1" |

|  | Unknown route-map component "CONTgq" | Unknown route-map component "xKRZo" | Unknown route-map component "CONTfq" |

|  | Unknown route-map component "ENDEaq" | Unknown route-map component "xKRZo" | Unknown route-map component "CONTfq" |

|  |  | Unknown route-map component "exBHF" |

|  |  | Unknown route-map component "exTUNNEL1" |

|  | Unknown route-map component "LSTR" | Unknown route-map component "extSTRa" |  |

| Unknown route-map component "STR+l" | One way rightward | Unknown route-map component "extSTR" |  |

| One way leftward | Unknown route-map component "tSTRaq" | Unknown route-map component "xtKRZt" | Unknown route-map component "tCONTfq" |

|  |  | Unknown route-map component "extSTRe" | Unknown route-map component "LSTR" |

|  |  | Unknown route-map component "xABZg+l" | One way rightward |

|  |  | Station on track |

|  |  | Continuation forward |